# Markt 4 (Blankenburg)

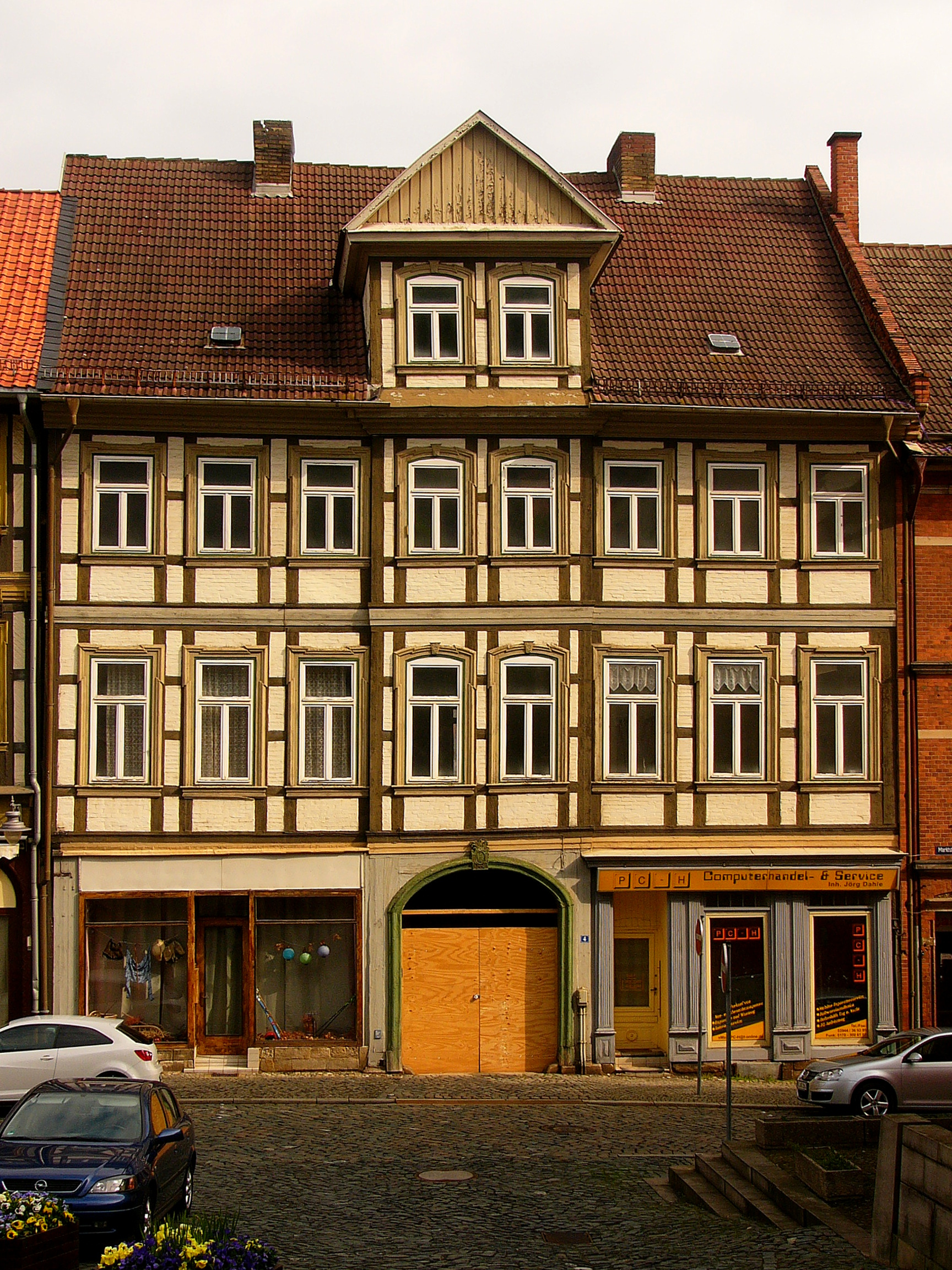
Haus Markt 4

Das Haus Markt 4 ist ein denkmalgeschütztes Stadtpalais in der Stadt Blankenburg (Harz) in Sachsen-Anhalt.

## Lage
Es befindet sich unterhalb des Schlosses Blankenburg, in der Blankenburger Altstadt an der Adresse Markt 4.

## Architektur und Geschichte

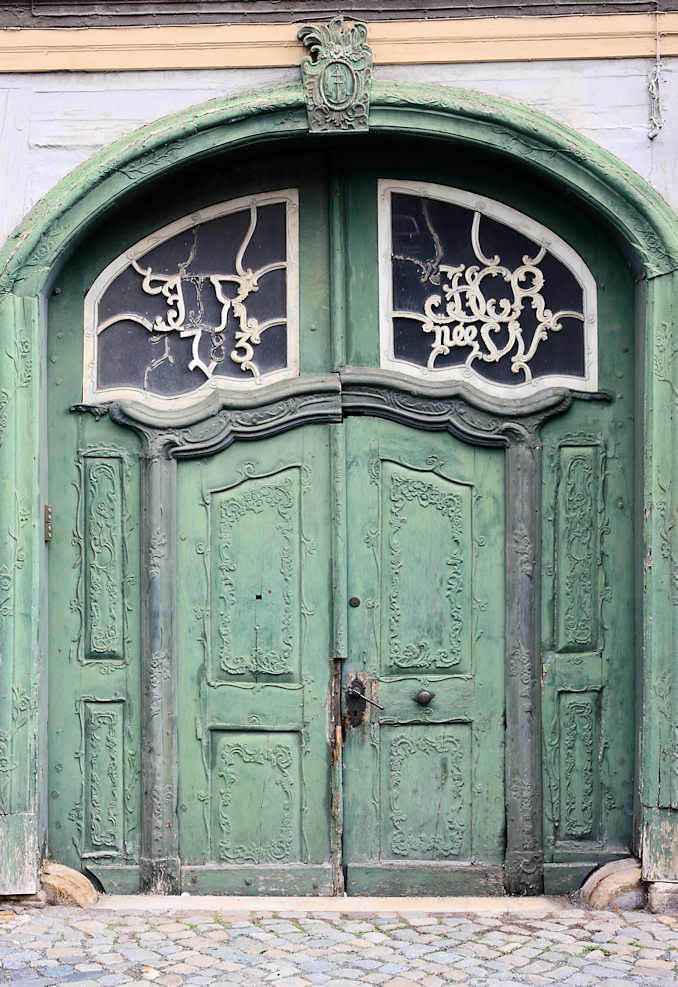
Eingangstor des Hauses Markt 4

Das zweistöckige Haus mit Zwerchgiebel und leicht vorstehenden Mittelrisalit wurde laut Oberlichtinschrift der Eingangstür im Jahre 1783 als Fachwerkbau errichtet.
Selbiges Oberlicht trägt die Initialen des Erbauers (J.T.R, wahrscheinlich der Blankenburger Kaufmann Johann Tobias Röbber und seiner Frau (J.C.Röbber née (geborene) W.)).
Über der Eingangstür ist eine Supraporte in Form einer Kartusche angebracht, die ein Steinmetzzeichen mit Anker umrandet, was auf einen Kaufmann hindeutet.
Im Haus befinden sich noch die originalen, teilweise mit Rokokoranken verzierten Türen, Stuckdecken und die Holztreppe aus der Erbauungszeit. Auch die eiserne, historische Fetzentür zum Keller ist erhalten.
Ebenfalls aus dieser Zeit erhalten ist das reichverzierte Eingangstor (derzeit eingelagert), sowie das Hinterhoftor. Im 1. Obergeschoss sind die originalen, rokokoverzierten Kaminnischen (Konchen) in 2 Zimmern erhalten, auf denen bei einer die Götter Neptun und Merkur abgebildet sind.
Das ursprüngliche Zwerchhaus wurde nach 1922 verändert und auch die beiden Zwerchgiebel abgebaut.

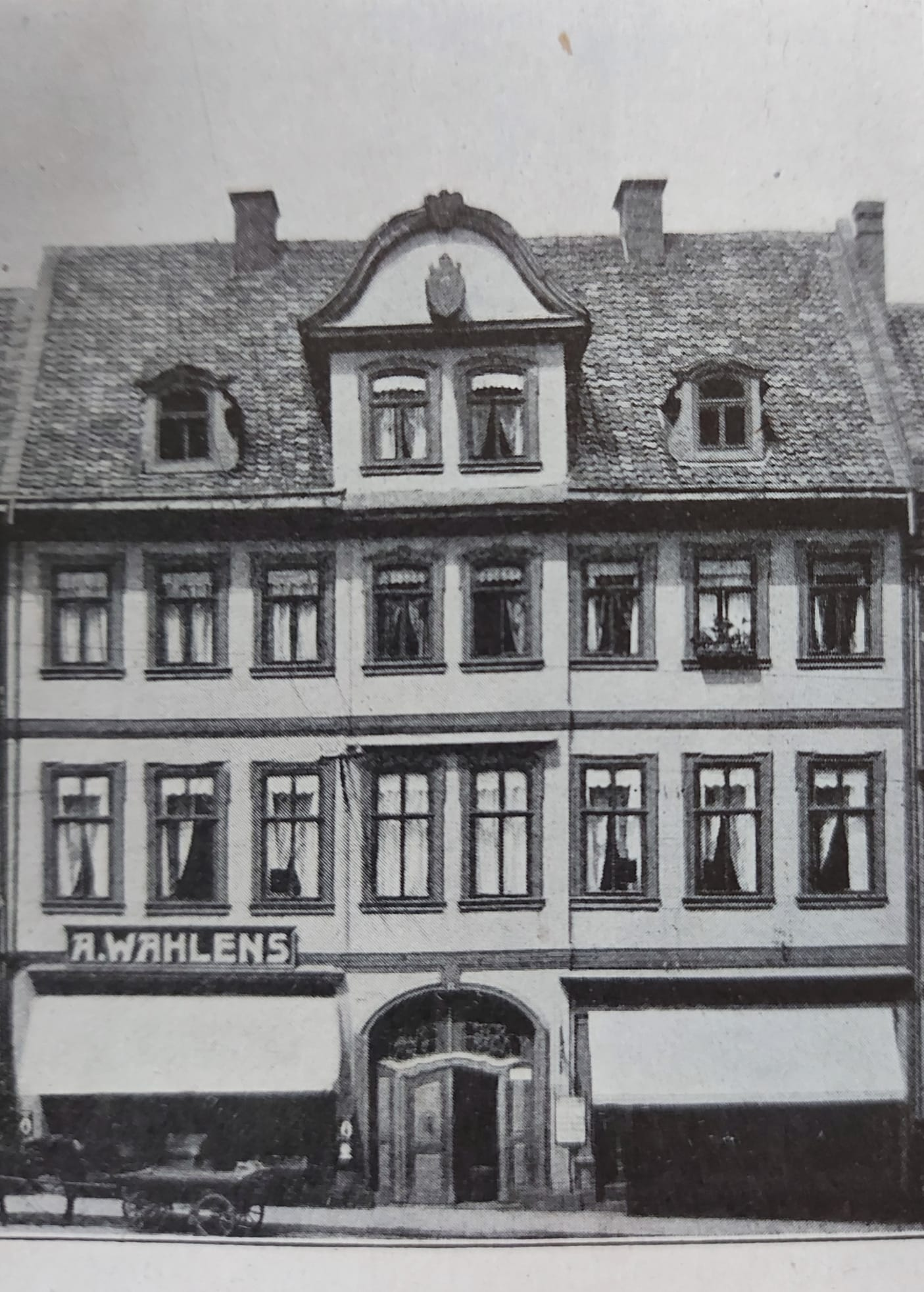
Ansicht des Hauses 1922

Im Hinterhof befindet sich ein als einfacher Fachwerkbau ausgeführtes Gebäude als Querhaus aus der Erbauungszeit des Vorderhauses sowie ein um 1850 errichtetes Längshaus gegenüber dem Haupthaus.
Der Ladenausbau des Vorderhauses erfolgte um 1900. Das Haus wird derzeit saniert.
Im örtlichen Denkmalverzeichnis ist das Haus unter der Erfassungsnummer 094 01754 als Baudenkmal verzeichnet.